# Longtermisme
Longtermisme of langetermijnisme is een ethische filosofie die verbeteringen in de verre toekomst als een belangrijk moreel doel ziet. 
Het is een belangrijk concept uit effectief altruïsme met als belangrijkste motivatie het verkleinen van een existentieel risico voor de mensheid.
De tijdsduur waarmee rekening gehouden wordt is bij longtermisme veel langer dan bij intergenerationele rechtvaardigheid of duurzaamheid van toepassing is.
Sommige mensen beschouwen longtermisme als een ideologie.

## Achtergrond
De filosofie is gebaseerd op 3 standpunten. Ten eerste dat de levens van mensen die vroeger, nu of in de toekomst leven, allemaal evenveel waard zijn. Tevens zullen er in de toekomst meer mensen geboren worden dan er nu ooit geleefd hebben. Ten slotte zijn de acties die we nu uitvoeren, van invloed op de verre toekomst. Daarom moeten we nu rekening houden met de mensen die in de toekomst zullen leven.

## Kritiek
De Amerikaanse filosoof Samuel Scheffler vindt dat het prioriteit stellen van toekomstige belangen tot gevolg heeft dat huidige problemen genegeerd worden met alle gevolgen van dien.
Jurriën Hamer, journalist bij de NRC noemt dat het idee van welzijnsmaximalisatie er toe kan leiden dat individuen opgeofferd worden om het voor andere mensen beter te maken.
Timnit Gebru vindt dat er daadwerkelijk schade toegebracht wordt door bestaande vooroordelen en maatschappelijke ongelijkheid te versterken.
De ideeën achter longtermisme worden soms sciencefiction genoemd en het wordt onmogelijk geacht om te voorspellen wat er over miljoenen jaren gaat gebeuren.